# 안티사 히비차바
안티사 히비차바(조지아어: ანტისა ხვიჩავა; 1880년 7월 8일(추정)~2012년 9월 30일) 비공식 조지아의 최장수인이다.
조지아 정부기관에서는 그녀의 출생기록에 관한 증명서류를 1980년도에 확보하였다.